# Sin noticias de Holanda
"Sin noticias de Holanda" – pierwszy album hiszpańskiego piosenkarza Melendiego, wydany w 2003 roku przez wytwórnię Carlito Records. W 2006 już pod szyldem wytwórni EMI ukazała się odnowiona wersja albumu zawierająca trzy nowe utwory.
Płyta sprzedała się w ponad 400 tysiącach egzemplarzy.

## Lista utworów
1. "Mi rumbita pa tus pies" - 3:17
2. "Desde mi ventana" - 3:46
3. "Sé lo que hicistes" - 3:47
4. "Sin noticias de Holanda" - 3:58
5. "Un recuerdo que olvidar" - 2:48
6. "Con la luna llena" - 3:47
7. "Hablando en plata" - 3:04
8. "El informe del forense" - 3:16
9. "Vuelvo a traficar" - 3:46
10. "Una historia de tantas" - 4:00
11. "Contando primaveras" - 3:10
12. "Asturias" (bonus) - 4:07
13. "Moratalá" (bonus) - 4:17
14. "Trae pa´ k esa yerba güena" (bonus) - 3:41